# Yves Mansion
Pour les articles homonymes, voir Mansion.
 (janvier 2023).
Yves Mansion, né le 9 janvier 1951 à Fribourg-en-Brisgau, est un financier français.
- Diplômé de l’école Polytechnique (Promotion X1970), de l'École Nationale de la Statistique et de l'Administration Économique (1975), et de l’École nationale d'administration.
- Inspecteur des Finances
- 1990-2001, Directeur général des Assurances générales de France (AGF).
- 2002-2006, Président directeur général de la Société foncière lyonnaise.
- depuis 2006,  Directeur général de la Société foncière lyonnaise.
- Membre du collège français de l'autorité des marchés financiers.
- Membre du conseil de surveillance d'Euler Hermes
- Membre du conseil d administration de Alcan (Canada)